# José Nápoles
José Ángel  Nápoles, dit Mantequilla, est un boxeur cubain naturalisé mexicain né le 13 avril 1940 à Santiago de Cuba et mort le 16 août 2019 à Mexico.

## Carrière

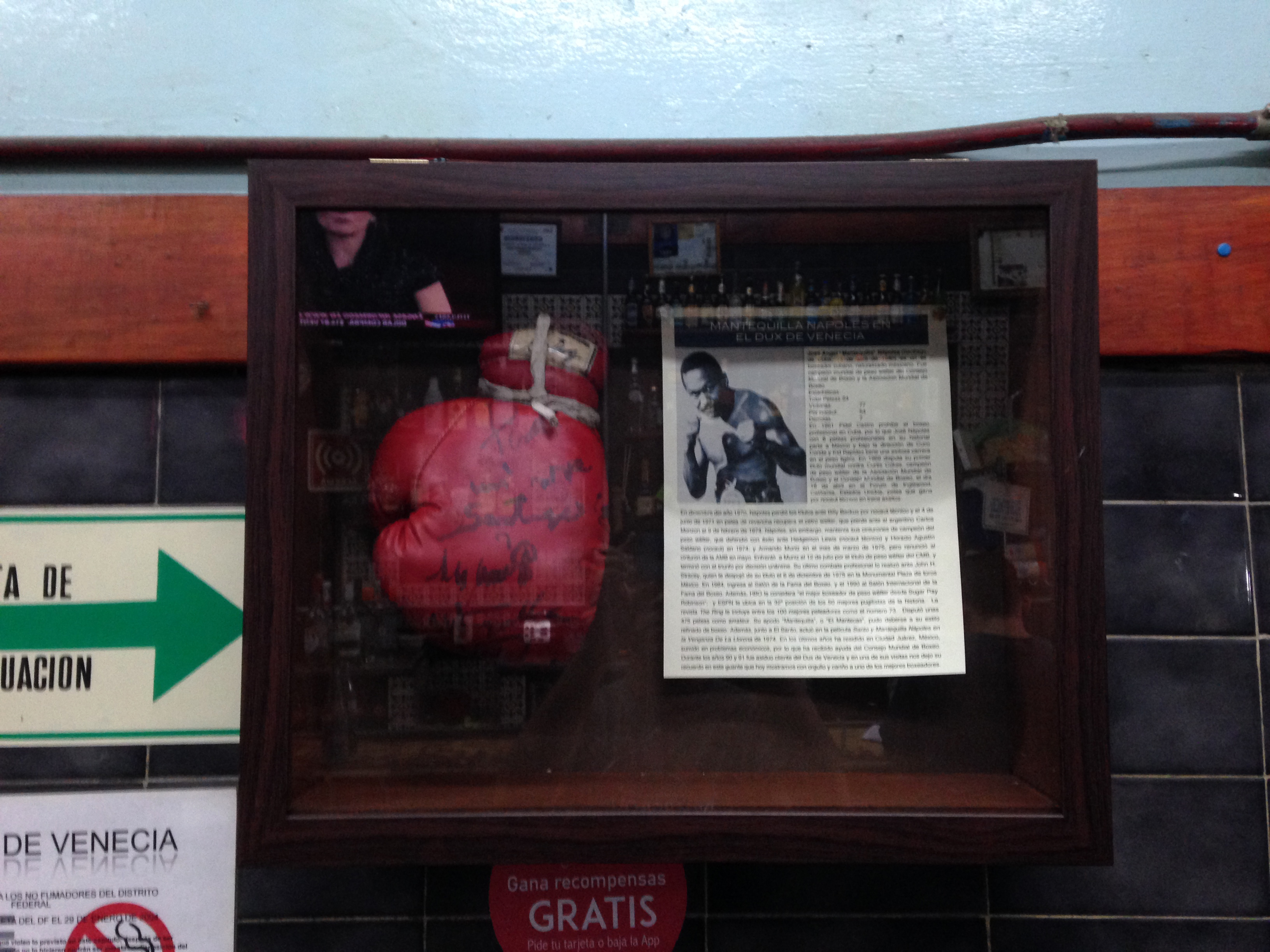
Gants de boxe de Mantequilla Nápoles au bar El Dux de Venecia à Mexico.

José Nápoles devient champion du monde des poids welters WBA et WBC le 18 avril 1969 en battant Curtis Cokes par abandon à l'appel de la 14e reprise. Il conserve ses ceintures lors du combat revanche puis contre Émile Griffith et Ernie Lopez avant d'être stoppé dans le 4e round par Billy Backus le 3 décembre 1970.
Nápoles prend sa revanche le 4 juin 1971 puis défend 9 fois ses ceintures WBA & WBC jusqu'en 1975, année à laquelle il est destitué par la WBA. Battu l'année précédente par Carlos Monzón dans sa tentative de remporter le titre mondial des poids moyens, il perd sa ceinture WBC le 6 décembre 1975 au profit de John H. Stracey puis met un terme à sa carrière après ce 86e combat professionnel.

## Distinctions
- José Nápoles est élu boxeur de l'année en 1969 par Ring Magazine.
- Il est membre de l'International Boxing Hall of Fame depuis 1990.